# Тин Лизи
„Тин Лизи“ (на английски: Thin Lizzy) е ирландска хардрок група, основана през 1969 година в Дъблин.
През активния си звукозаписен период (1969 – 1984), групата е предвождана от басиста и вокалист Фил Лайнът, който е и основен автор на песните. След неговата смърт през 1986 година, Скот Горам, заедно с част от оригиналните членове и множество известни музиканти, сформира поредица от различни състави през 90-те и началото на 21 век под името Тин Лизи, действащи само като концертираща – трибют група. Сред членовете на състава от „класическите“ му години за два кратки периода е и виртуозният китарист Гери Мур.
Тин Лизи е от групите с най-много песни, изпълнявани като кавър версии от различни световноизвестни музиканти, рок и метъл групи. В световно популярни класически композиции се превръщат: „Whiskey in the Jar“, „Jailbreak“ и „The Boys Are Back in Town“.
Тин Лизи са поставени на 51-ва позиция в листата на VH1 „100 най-велики музиканта в хардрока“.

## История
Една вечер през декември 1969 година, китаристът Ерик Бел се среща с органиста Ерик Риксън в заведение в Дъблин, Ирландия. Двамата споделят амбициите си за сформиране на рок група. Всеки от тях преди това е свирил в групата Дем с водач Ван Морисън. Същата вечер те отиват да гледат изпълнението на групата Орфънидж, сред чийто членове са Фил Лайнът – вокал и Браян Дауни на барабаните. След представлението, Бел и Риксън им се представят и заявяват желанието си, четиримата да сформират заедно група. От своя страна Лайнът и Дауни са запознати с добрата музикална репутация на Бел. Всички постигат съгласие и приемат условието, че Фил Лайнът, освен вокал, ще свири и на бас китарата, и че ще изпълняват няколко от неговите песни.
През лятото на 1970 година новосформираната група издава сингъла „The Farmer“ / „I Need You“ чрез компанията EMI. От малката плоча са продадени само 283 копия. В наши дни изданието има голяма колекционерска стойност. Още преди пускането ѝ на пазара, клавиристът Риксън напуска групата. До края на годината, музикантите подписват договор с компанията Decca Records и през 1971 година заминават за Лондон за записите на първия си дългосвирещ албум, озаглавен – „Thin Lizzy“. След издаването му продажбите се приемат като сравнително нелоши, но албумът не успява да попадне в класациите на Обединеното кралство. По това време музикантите се установяват за постоянно в Лондон.
Следват издания на още две техни плочи и албум с кавър версии на песни на Дийп Пърпъл. Към края на 1972 година, Тин Лизи тръгват като откриваща група, на престижно турне из Великобритания с рок изпълнителката Сузи Куатро и група Слейд, която е сред най-популярните групи в страната през тези години. По същото време от Decca Records решават да издадат като сингъл, записаната от Лизи версия на традиционната ирландска балада – „Whiskey in the Jar“, въпреки несъгласието на групата изтъквайки, че песента не представя тяхната същност като музикално звучене. Сингълът става изключително популярен, достигайки първа позиция в ирландската класация и №6 във Великобритания.

## Дискография

### Студийни албуми
| 1971 | Thin Lizzy                     | —  | —   | —  | —  |                                   |  |  |  |  |  |  |  |  |  |  |
| 1972 | Shades of a Blue Orphanage     | —  | —   | —  | —  |                                   |  |  |  |  |  |  |  |  |  |  |
| 1973 | Vagabonds of the Western World | —  | —   | —  | —  |                                   |  |  |  |  |  |  |  |  |  |  |
| 1974 | Nightlife                      | —  | —   | —  | —  |                                   |  |  |  |  |  |  |  |  |  |  |
| 1975 | Fighting                       | 60 | —   | —  | 49 |                                   |  |  |  |  |  |  |  |  |  |  |
| 1976 | Jailbreak                      | 10 | 18  | —  | 21 | UK: Златен CAN: Златен US: Златен |  |  |  |  |  |  |  |  |  |  |
| 1976 | Johnny the Fox                 | 11 | 52  | —  | 17 | UK: Златен                        |  |  |  |  |  |  |  |  |  |  |
| 1977 | Bad Reputation                 | 4  | 39  | 13 | 9  | UK: Златен                        |  |  |  |  |  |  |  |  |  |  |
| 1979 | Black Rose: A Rock Legend      | 2  | 81  | 15 | 8  | UK: Златен                        |  |  |  |  |  |  |  |  |  |  |
| 1980 | Chinatown                      | 7  | 120 | 20 | 13 | UK: Сребърен                      |  |  |  |  |  |  |  |  |  |  |
| 1981 | Renegade                       | 38 | 152 | —  | 24 |                                   |  |  |  |  |  |  |  |  |  |  |
| 1983 | Thunder and Lightning          | 4  | 159 | 10 | 12 | UK: Сребърен                      |  |  |  |  |  |  |  |  |  |  |
|      |                                |    |     |    |    |                                   |  |  |  |  |  |  |  |  |  |  |

## Членове

### Членове 1990-те / 2000-те
- Скот Горам – китара (1996 –)
- Джон Сайкс – вокал, китара (1996 – 2009)
- Браян Дауни – барабани (1996 – 1998)(2010-)
- Дарън Уортън – клавишни (1996 – 2001) (2010-)
- Марко Мендоза – бас (1996 – 2001) (2005 – 2007) (2010-)
- Томи Олдридж – барабани (1998 – 2001) (2007 – 2010)
- Ранди Грег – бас (2004 – 2005)
- Майкъл Лий – барабани (2004 – 2006)
- Франческо Ди Козмо – бас (2007 – 2010)
- Рики Уоруик – вокал, китара (2010-)
- Вивиън Кембъл – китара (2010-)

## Тин Лизи в България
На 3 октомври 2008 година, концертиращата формация Тин Лизи изнасят концерт в България. Събитието се провежда в Националния дворец на културата (НДК).
Състав за концерта в София:
- Скот Горам – китари (Тин Лизи)
- Джон Сайкс – вокал, китари (Тин Лизи, Уайтснейк)
- Томи Олдридж – барабани (Уайтснейк, Ози Озбърн, Гери Мур)
- Франческо Ди Козмо – бас